# Palazzo Roncalli (Vigevano)
Palazzo Roncalli è un edificio storico di Vigevano, risalente al XVIII secolo.

## Descrizione e storia
Il palazzo Roncalli prende il nome da Vincenzo Roncalli, politico vigevanese nato nel 1792. Presenta alcune sale con testimonianze del gusto del bello tipico di quella generazione e che tendeva verso un'eleganza sobria. Egli fondò anche un "Istituto di arti e mestieri", al quale devolse tutto il suo patrimonio. Questo istituto da secoli forma operai specializzati, utili allo sviluppo industriale della città.
Oltre all'istituto di arti e mestieri, vi è anche un corso di disegno. Tra gli artisti vigevanesi più noti ad averlo frequentato, vi sono Luigi Bocca, Giuseppe Galimberti, Ermenegildo Bacchella e Giovanni Battista Garberini.